# Christian von Münch (Bankier, 1752)

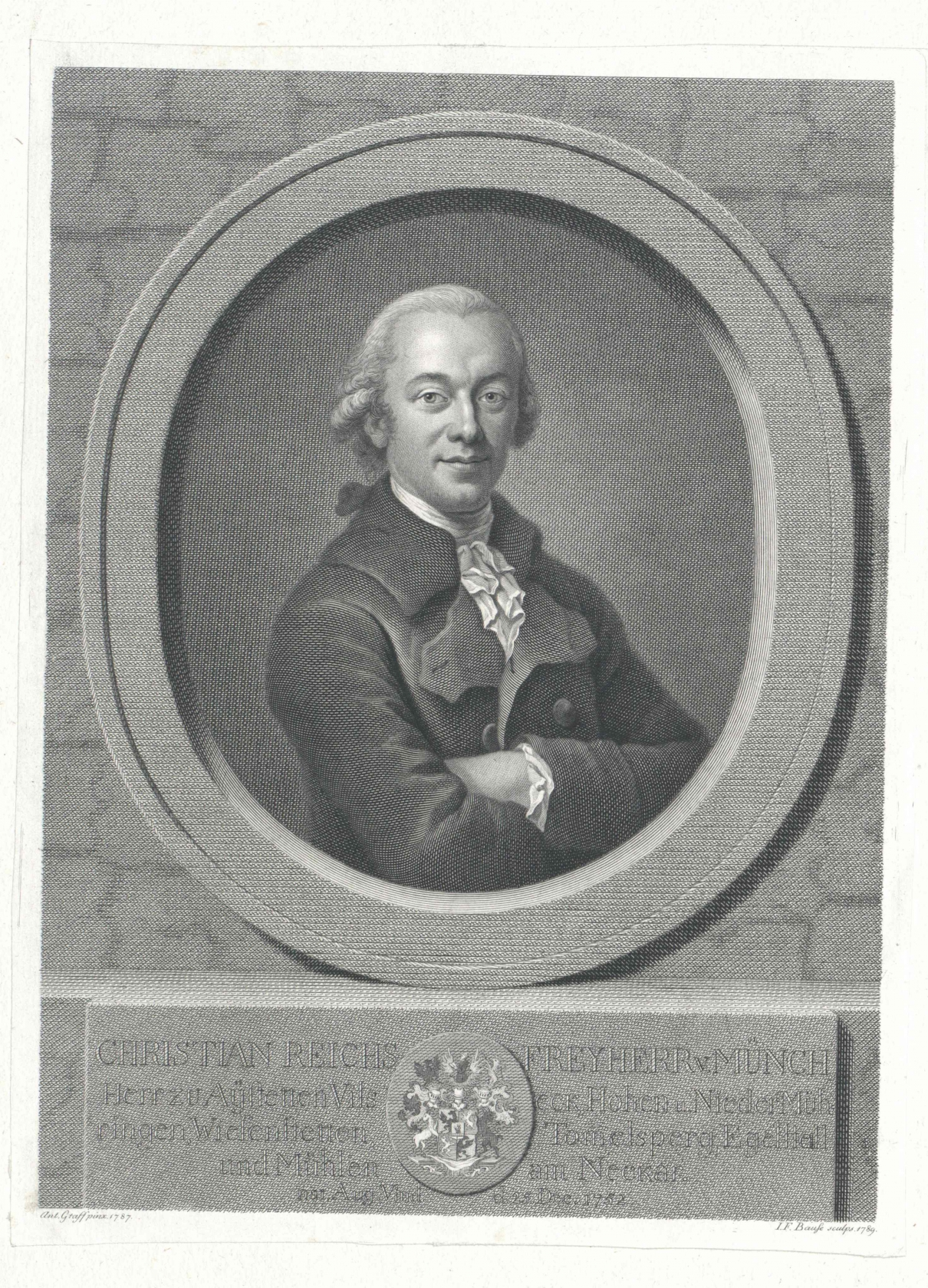
Christian Freiherr von Münch um 1789 (Kupferstich Johann Friedrich Bause nach einer Vorlage von Anton Graff)

Christian von Münch (* 25. Dezember 1752 in Augsburg; † 29. Dezember 1821 in Mühringen) war ein deutscher Bankier in Augsburg.

## Biographie

### Familie
Christian III. von Münch war ein Sohn des Augsburger Bankiers Christian II. von Münch und seiner Ehefrau Sabina Barbara, geb. Ploss. Er heiratete in Augsburg am 24. Januar 1779 Johanna Barbara Jakobina von Rauner, die Tochter des Johann Christoph von Rauner, Mitglied des Inneren Rats und Assessor des Stadtgerichts in Augsburg, und seiner Ehefrau Maria Jakobina, geb. Sulzer. Aus der Ehe gingen ein Sohn und zwei Töchter hervor, die ihn überlebten.

### Bankier und Unternehmer
Christian III. von Münch übernahm nach dem Tod seines Vaters im Jahr 1780 die Geschäftsführung des durch seinen Großvater Christian I. von Münch gegründeten Bankhauses. Die Privatbank Christian von Münch & Compagnie gehörte unter seiner  Leitung schon lange nicht mehr zu den bedeutendsten Süddeutschlands, wie zu Zeiten seines Großvaters, blieb allerdings noch immer eine von vielen renommierten Adressen Augsburgs.
Die Kontinentalsperre gegen Großbritannien  brachte für die im Überseehandel tätigen Bankhäuser hohe Verluste, die bei einigen zum Konkurs führten. Während andere Augsburger Banken schnell und erfolgreich auf Geldwechsel- und Darlehensgeschäfte umschwenkten, zog sich Münch 1808 gänzlich aus dem Bankgeschäft zurück. Das Bankhaus wurde liquidiert.

### Adliger
Christian von Münch wurde am 7. November 1788 von Kaiser Joseph II. in den erblichen Reichsfreiherrenstand versetzt und am 29. März 1790 in die Reichsritterschaft aufgenommen. Am 5. Januar 1809 wurde Christian Freiherr von Münch auf Mühringen und Filseck in die königlich bayerischen Adelsmatrikel aufgenommen.

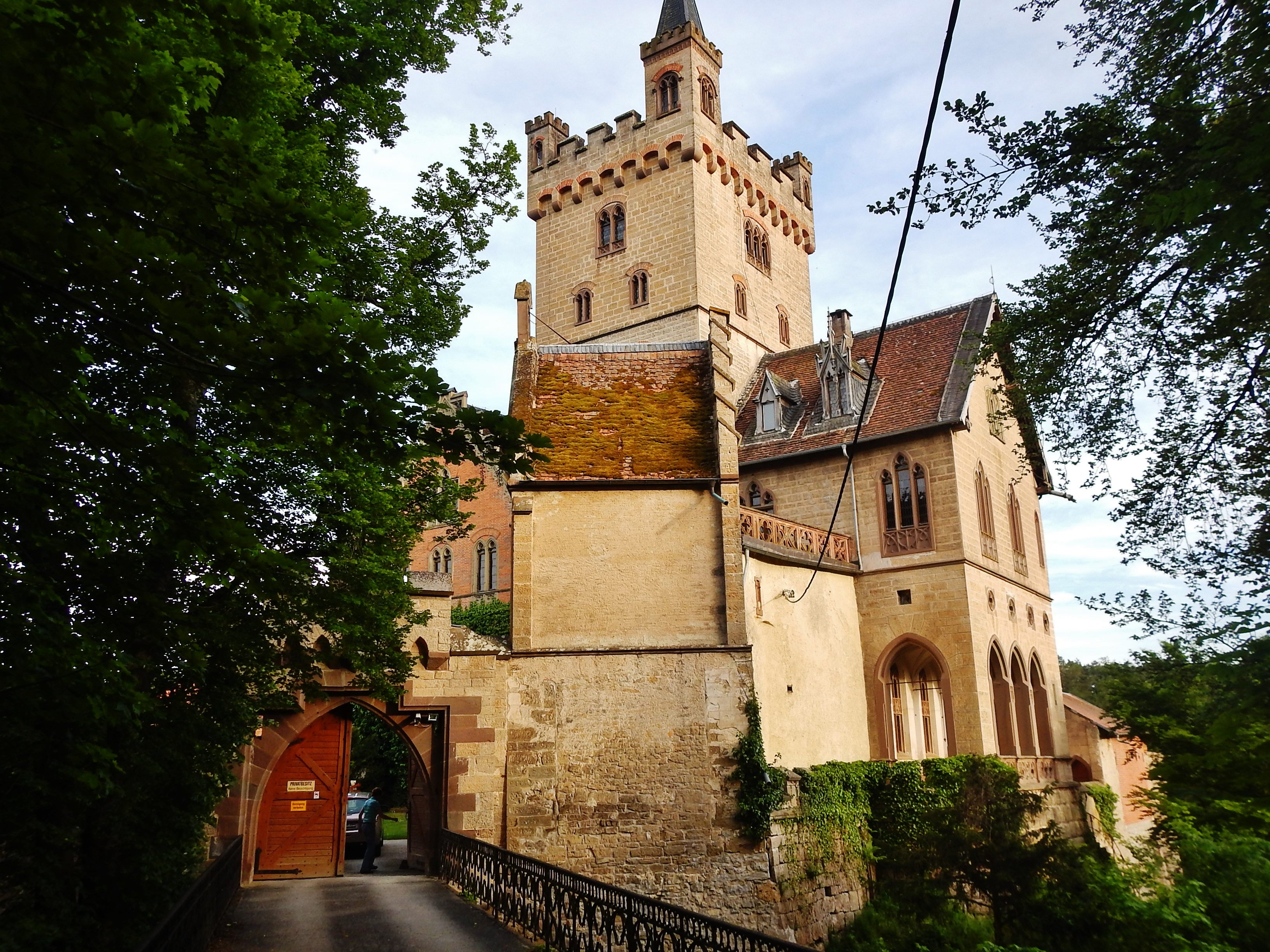
Schloss Hohenmühringen

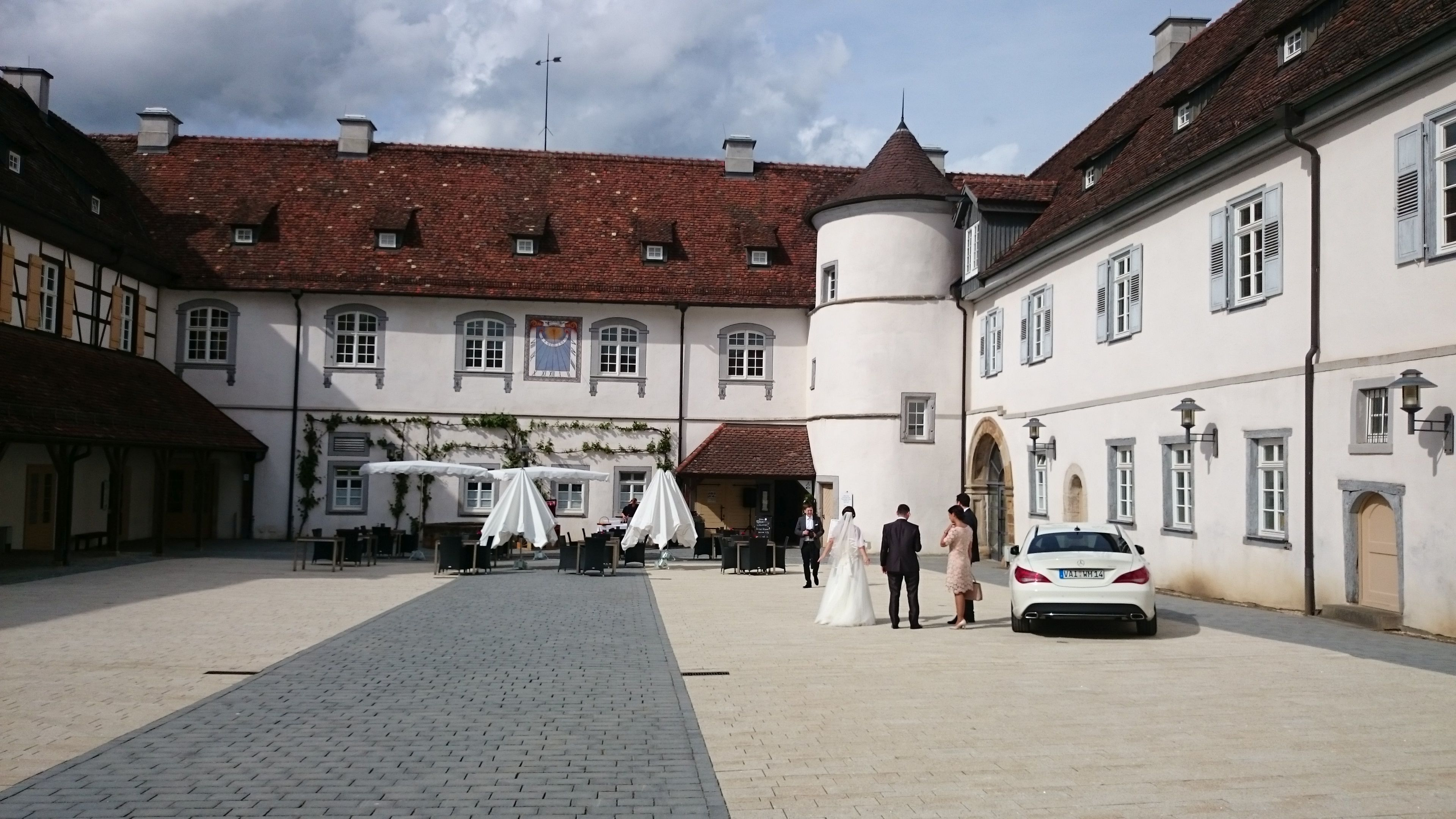
Schloss Filseck

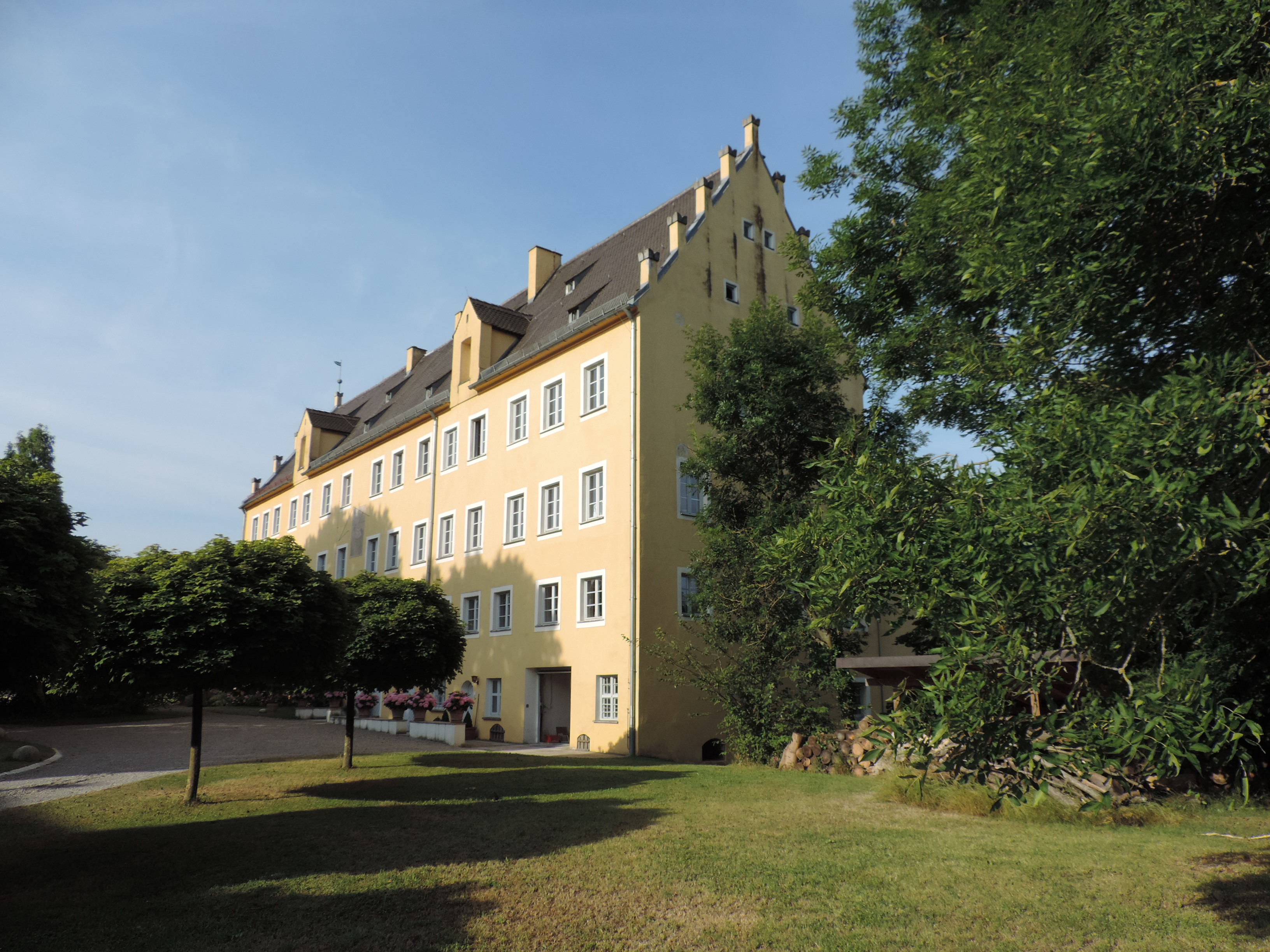
Schloss Aystetten

### Grundbesitzer
Von seinem Vater hatte Münch die Schlösser und Güter Aystetten mit dem Dorf Neusäß, Filseck sowie Hohenmühringen und Niedermühringen mit den Dörfern Wiesenstetten, Dommelsberg, Egelstall und Mühlen geerbt, da bei dessen Tod bereits alle anderen männlichen Mitglieder der Familie bereits verstorben waren. Unter anderem durch Heirat erwarb er weitere Anteile an der bis dahin nur teilweise in Münch’schem Besitz befindlichen Herrschaft Hohenmühringen und Niedermühringen, so dass diese schließlich ganz in seine Hände gelangte. Im Jahr 1790 erwarb er darüber hinaus noch die Herrschaft Gündringen.
Schon vor der Auflösung der Privatbank lebte er überwiegend auf Schloss Hohenmühringen. Das Schloss Filseck wurde nur gelegentlich als Sommersitz genutzt. Münch konzentrierte sich nach der Liquidierung des Bankhauses auf die Verwaltung seiner Güter.
Im Jahr 1791 gestaltete Münch die Herrschaft Hohenmühringen und Niedermühringen zu einem Fideikommiss für seine männlichen Nachkommen aus.

### Kunstfreund
Auf Schloß Hohenmühringen unterhielt Münch dauerhaft ein privates Orchester und spätestens ab 1806 eine Schauspielbühne. Zu den Konzerten und Theateraufführungen empfing und bewirtete er seine Gäste freigiebig, so dass sich auf Höhenmühringen ein reges Gesellschaftsleben entwickelte. Im Jahr 1811 wurde das Theater auf Befehl König Friedrich I. von Württemberg  aufgelöst. Zwar hatte der König selbst an den Aufführungen mit Wohlwollen teilgenommen, befürchtete aber, dass seine Beamten, die von weit her anreisten, durch die Dauer der Anreise ihre Dienstpflichten vernachlässigen könnten.

### Stifter
Im Jahr 1806 wurde nach Aufhebung des Patriziats der Stiftungsbrief einer von mehreren Augsburger Familien gegründeten Stiftung zur Unterstützung hilfsbedürftiger Witwen und Nachkommen erneuert und diese in "Stiftung einiger augsburgischen protestantischen adelichen Familien zur Unterstützung ihrer notleidenden Mitglieder" umbenannt. Unter den Unterzeichnern der Urkunde war auch Münch. Im Jahr 1810 betrug das Stiftungskapital 74045 Gulden.